# Глумов, Владимир Яковлевич
Владимир Яковлевич Глумов (25 февраля 1939 — 30 августа 2010, Ижевск) — патологоанатом, доктор медицинских наук (1982), профессор (1982). Заслуженный врач России (1999).

## Биография
Родился 25 февраля 1939 года в рабочем посёлке Кировск Талды-Курганской области (или в Семипалатинске?) в семье рабочих Якова Фёдоровича и Клавдии Николаевны (урожд. Сокова) Глумовых.
После окончания школы учился в Семипалатинском медицинском институте, который с отличием окончил в 1964 году и был оставлен ассистентом на кафедре патологической анатомии.
В 1969 году под руководством профессора Н. А. Зубова защитил кандидатскую диссертацию «Патоморфология поджелудочной железы в ранней и хронической фазе описторхоза» и в 1971 году избран доцентом кафедры.
В 1975 году переехал в Ижевск, где стал доцентом кафедры патологической анатомии Ижевского государственного медицинского института; с 1985 года — заведующи1 кафедры. В 1981 году защитил докторскую диссертацию «Морфология, морфогенез и патогенез хронического гепатита и цирроза печени при описторхозе» и в 1982 году получил звание профессора.
Им опубликовано более 300 статей и 4 монографии.
Был награждён значком «Отличник здравоохранения СССР» (1983). В 1993 году получил почётное звание «Заслуженный деятель науки и техники Удмуртии» (1993), стал лауреатом Государственной премии Удмуртии. С 2003 года — академик АН Удмуртской республики
В 1990-х годах был избран действительным членом Международной Академии патологии (1995) и Нью-Йоркской академии наук (1999), членом-корреспондентом Академии технологических наук Российской Федерации (1996).
Научные интересы В. Я. Глумова охватывали разные стороны патологии человека: патоморфология паразитарных заболеваний, туберкулёза, панкреатита, хронического гепатита, цирроза и первичного рака печени. С середины 1880-х годов В. Я. Глумов вместе с сотрудниками кафедры Ижевского мединститута исследовал актуальную проблему медицины — острый перитонит (органопатология, пато-, морфо- и танатогенез); под его руководством по этой тематике были выполнены четыре докторские и восемь кандидатских диссертаций.
Скончался в Ижевске от астроцитомы головного мозга 30 августа 2010 года. Похоронен на ижевском кладбище «Южное».